# Li Ronghua
Li Ronghua (kinesiska: 李 榮華), född den 21 september 1956, är en kinesisk roddare.
Hon tog OS-brons i fyra utan styrman i samband med de olympiska roddtävlingarna 1988 i Seoul.